# Byrsonima wrightiana
Byrsonima wrightiana är en tvåhjärtbladig växtart som beskrevs av Franz Josef Niedenzu. Byrsonima wrightiana ingår i släktet Byrsonima och familjen Malpighiaceae. Inga underarter finns listade i Catalogue of Life.